# Национальный музей Гёте

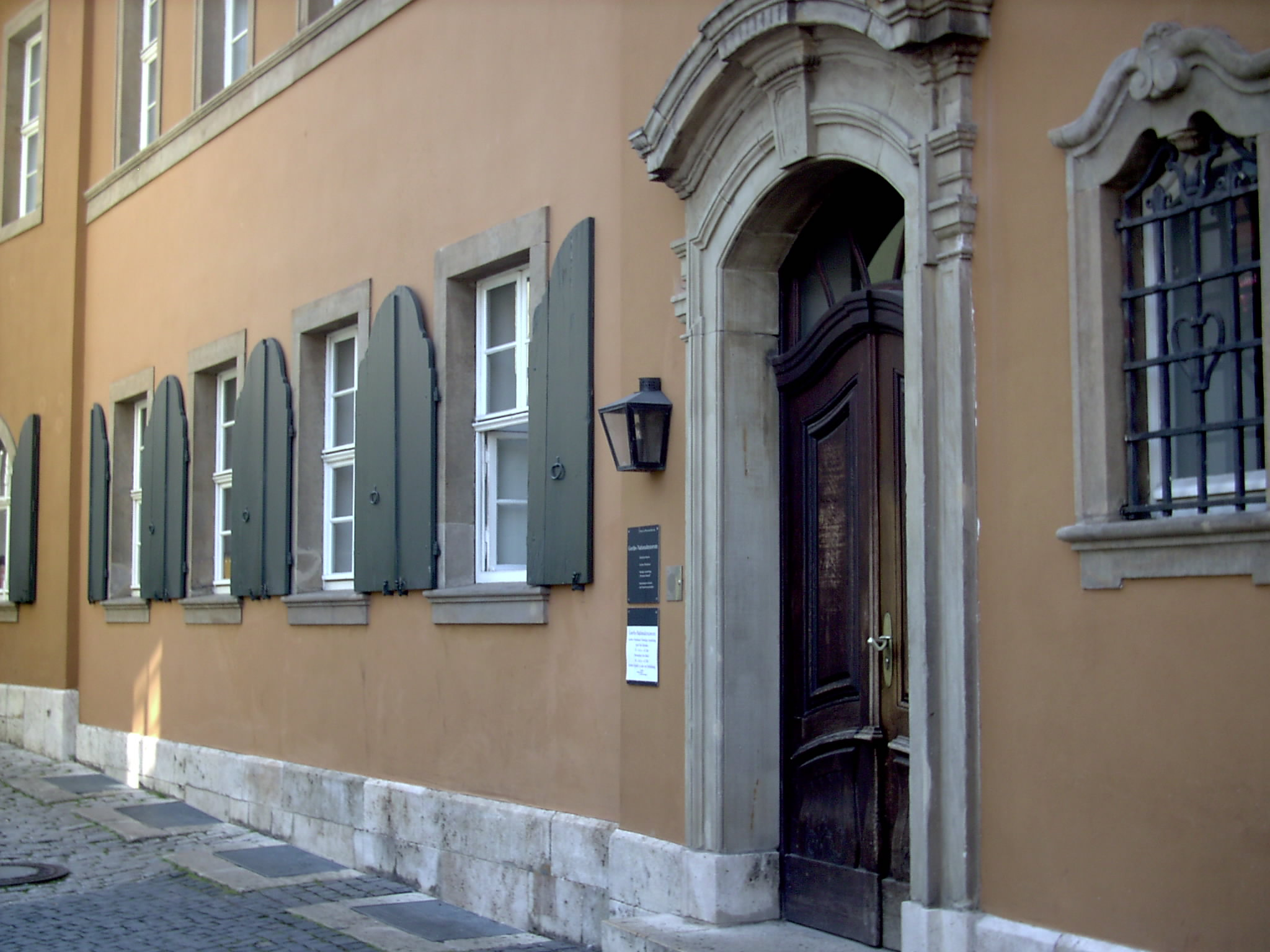
Веймар. Вход в Национальный музей Гёте

Национальный музей Гёте (нем. Goethe-Nationalmuseum) — литературный музей в Веймаре под эгидой Общества Веймарского классицизма. Национальный музей Гёте располагается в доме, где жил Иоганн Вольфганг фон Гёте (1749—1832).

## История
Первый Национальный музей Гёте было решено создать Постановлением Бундестага, принятым во Франкфурте-на-Майне 9 сентября 1842 года. Однако воплотить его в жизнь удалось только спустя более сорока лет. Национальный музей Гёте был основан 8 августа 1885 года Обществом Веймарского классицизма (нем. Klassik Stiftung Weimar), которое было образовано после смерти последнего внука Гёте, Вальтера фон Гёте. По его завещанию имущество и коллекции поэта передавались в резиденцию великого герцога, а в доме Гёте на Фрауэнплане, построенном в 1709 году, размещалась экспозиция Национального музея Гёте.
Дом Национального музея Гёте, наряду с другими веймарскими зданиями «классического» периода и Веймарскими дворцами, стал собственностью государства. В 1920-х годах некоторые другие веймарские здания были переданы Национальному музею Гёте. С 1953 года музейным комплексом управляет Национальный исследовательский и мемориальный центр классической немецкой литературы в Веймаре (NFG). В октябре 1991 года объекты NFG, включая Национальный музей Гёте, были переданы Фонду Weimar Classic Foundation, который в 2003 году был объединен с Веймарскими коллекциями искусства. В управлении фонда находятся 22 исторических здания и музея в Веймаре и за его пределами.
Дом Гёте на Фрауэнплане восстановлен после разрушений, полученных во время бомбардировки 9 февраля 1945 года. В настоящее время посетители музея могут увидеть жилые помещения Гёте и его жены Кристианы, реконструированные кабинет и библиотеку поэта, приемные и комнаты для собрания произведений искусства, а также сад при доме.
Постоянные экспозиции Национального музея Гёте представлены в «Здании собрания», которое было пристроено к дому Гёте на Зайфенгассе в 1913—1914 году и расширено в 1934—1935 году.
Пристройка 1935 года стала первым новым зданием музея из построенных в годы нацистского режима. Её появление стало возможным благодаря так называемому ‚Selbstnazifizierung‘ (по выражению Георга Болленбека) — «национальному самоопределению» ключевых представителей культурной элиты Веймара. Давний директор музея Ханс Валь (1885—1949, в должности с 1918 года), благодаря своей настойчивости, добился выделения средств на пристройку. Её план был предложен самим Адольфом Гитлером, поддержавшим строительство музея и считавшимся его основателем. После 1945 года об обстоятельствах расширения музея предпочиталось, в том числе и самим Хансом Валем, не упоминать, до сегодняшнего дня об этом не рассказывают посетителям музея.